# Baumanova reneta

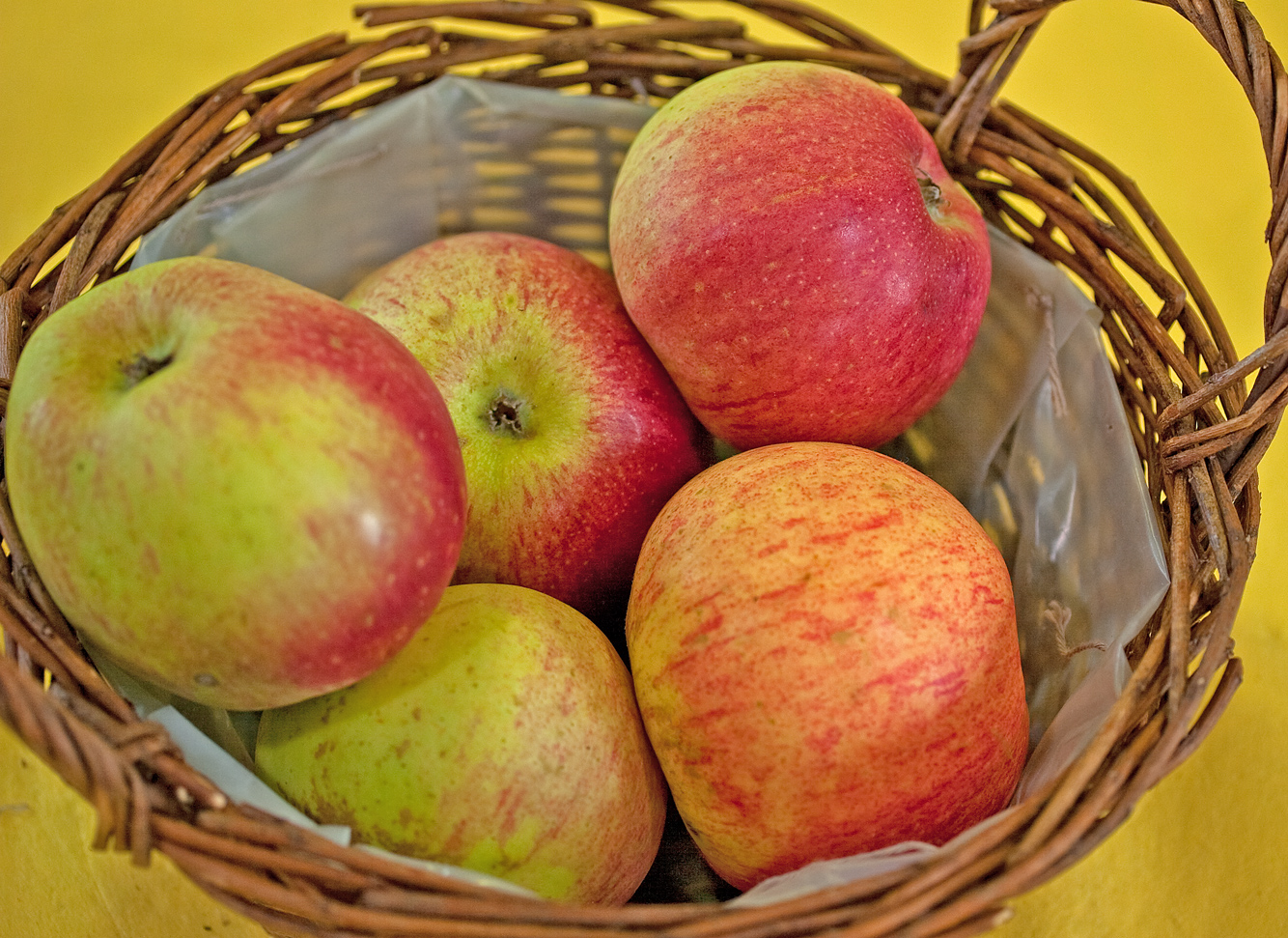

Baumanova reneta (Malus domestica 'Baumanova reneta') je ovocný strom, kultivar druhu jabloň domácí z čeledi růžovitých. Plody jsou řazeny mezi odrůdy zimních jablek, sklízí se v říjnu, dozrává v prosinci, skladovatelné jsou do dubna. Odrůda je považována za silně náchylnou vůči některým chorobám.

## Historie

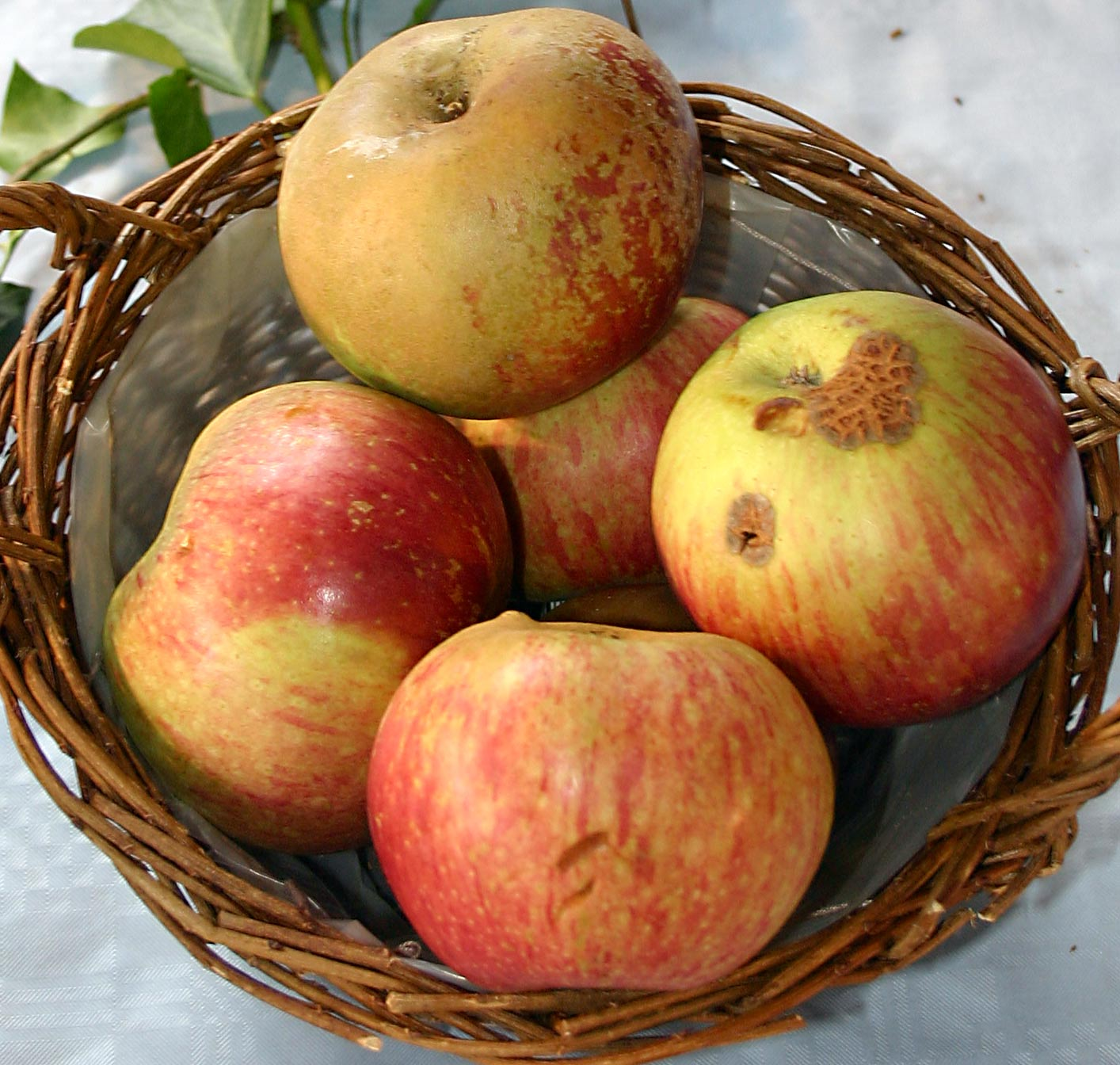
Strupovitost, rzivost slupky, poškození otlakem.

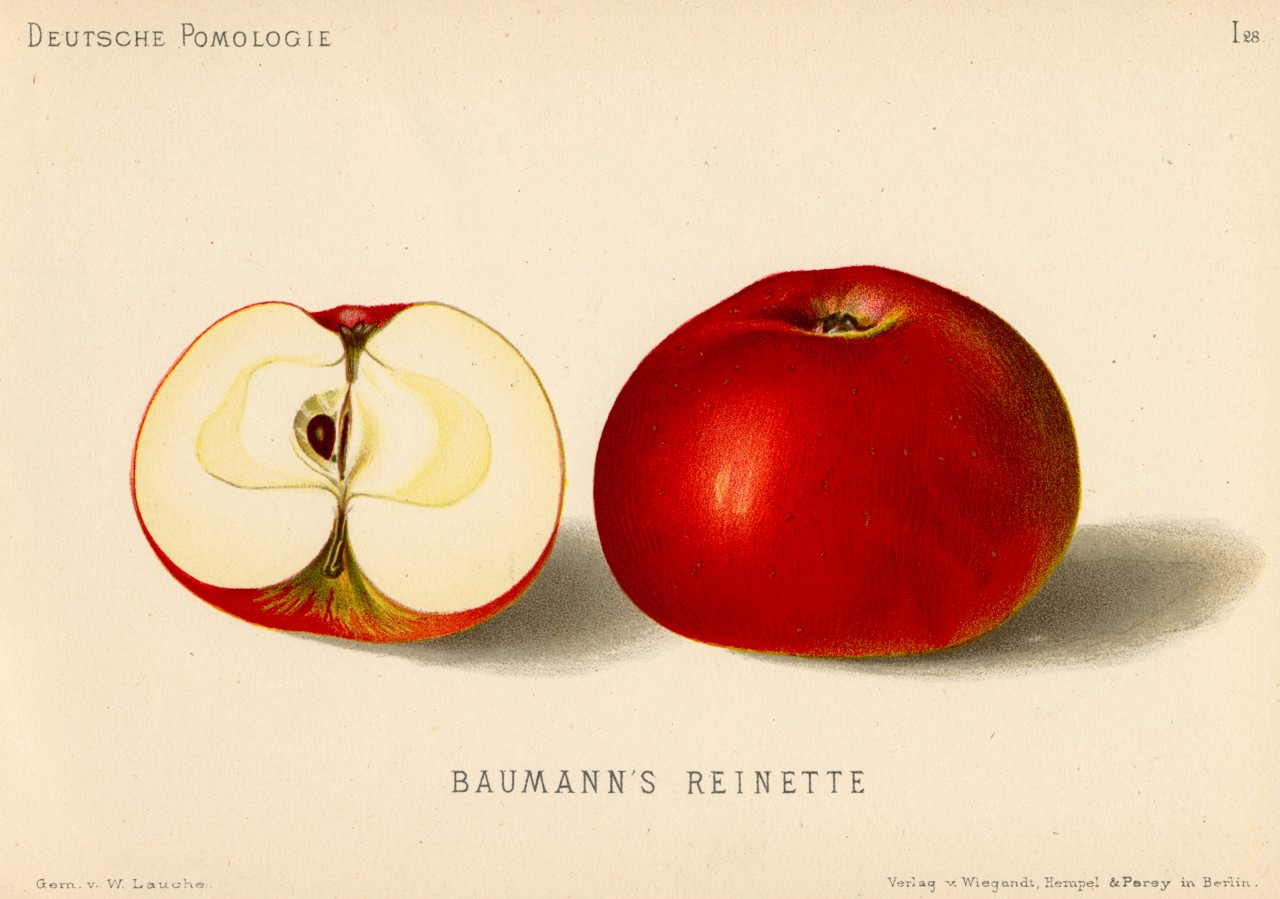
Zobrazení v Deutsche Pomologie

### Původ
Byla vyšlechtěna v Belgii, šlechtitelem van Monsem asi v roce 1800.

## Vlastnosti

### Růst
Růst odrůdy je střední. Koruna je řídká, kulovitá, nepravidelná. Řez je nezbytný, vyžaduje zmlazování.

## Plodnost
Plodí záhy, hojně, ale měně pravidelně. Plody před sklizní padají.

## Plod
Plod je kulovitý, střední. Slupka hladká, zelené zbarvení dozrává ve žlutou překrytou rozmytě červenou barvou s žíháním. Dužnina je žlutavě bílá, málo šťavnatá, se sladce navinulou chutí, bez aromatu, méně dobrá.

## Choroby a škůdci
Odrůda silně trpí strupovitostí jabloní a méně je náchylná k padlí. Trpí mrazy a je napadána mšicí krvavou.